# Пузиано
Пузиа̀но (на италиански: Pusiano; на ломбардски: Püsian, Пюзиан) е село и община в Северна Италия, провинция Комо, регион Ломбардия. Разположено е на 264 m надморска височина. Населението на общината е 1382 души (към 2017 г.).